# Кастікус
Кастікус або Кастік був дворянином із секванів Східної Галлії. Його батько, Катаманталоедес, раніше був правителем племені і був визнаний «другом» римським сенатом.

## Соціальна позиція
За словами Юлія Цезаря, Кастік був секванієм, чий батько Катаманталоедес був королем протягом багатьох років. Вважається, що Оргеторікс вибрав його, щоб приєднатися до його змови, тому що він був одним із «двох найвидатніших вождів у межах його досяжності».

### Змова
У 60 р. до н. е. він вступив у змову з Оргеторіксом з Гельветів і Думноріксом з Едуїв. Кожна особа присягала один одному в надії, що, коли вони захоплять суверенітет, вони стануть трьома наймогутнішими і доблесними націями. Однак цей план розвалився, коли про змову стало відомо гельветам.
Деякі історики знайшли зв'язок між змовою Оргеторікса Гельветського, Думнорікса Едуанина та Кастіка як натяк на Перший тріумвірат. Вільям Генрі Альтман розширює погляди Іва Герхарда на це, представляючи шість паралелей між тим, що він називає «Гальським тріумвіратом» і Першим тріумвіратом.

## Смерть
Причина смерті Кастіка детально не описана в оповіданнях Цезаря. Однак, за словами Рене Ван Ройена, можна зробити висновок, що Кастікус був або швидко вбитий після відкриття змови гельветів, або що його спалили, як Оргеторікса.
Оскільки розповідь про його смерть відсутня, невідомо, яка доля чекала Кастіка. Все, що відомо досі, випливає з того, що відомо про людей і час.